# Msg systems
Die msg systems AG (Eigenschreibweise msg systems ag) ist ein deutscher IT-Dienstleister mit Hauptsitz in Ismaning bei München.

## Geschichte
Das Unternehmen wurde am 31. Januar 1980 von Hans Zehetmaier, Herbert Enzbrenner und Pius Pflügler (1953–2024) gegründet. Die Msg-Gruppe beschäftigt heute 10.000 Mitarbeitende.
In den Jahren 2003, 2005, 2011, 2014 und 2017 erhielt das Unternehmen die Auszeichnung Bayerns Best 50, einen Preis des Bayerischen Wirtschaftsministeriums.
msg systems belegte im Ranking des Marktforschungsunternehmens Lünendonk den fünften Platz der „Führenden IT-Beratungs- und Systemintegrationsunternehmen in Deutschland 2023“ und 2010 zum zweiten Mal den ersten Platz der „Führenden deutschen mittelständischen IT-Beratungs- und Systemintegrations-Unternehmen“.
Die msg systems ist ein Tochterunternehmen der msg Group GmbH. msg systems hält die Mehrheit der Stimmrechte verbundener Unternehmen, darunter der msg life AG.

## Geschäftsausrichtung
Das Angebot umfasst branchenspezifische Gesamtlösungen (Beratung, Anwendung, Systemintegration). Dazu gehört außerdem die Entwicklung von Individualsoftware und Standardsoftware, wie z. B. die SAP-Lösung Reinsurance Management (FS-RI). Die Kernbranchen sind Versicherungen (Erstversicherer und Rückversicherer), Automobilindustrie und Finanzdienstleistungen. Außerdem bietet das Unternehmen Leistungen für die Branchen Energie und Verkehr/Transport/Logistik sowie die Bereiche Public Sector, Information Security, Telecommunications und Life Science & Healthcare an. Zu den Kunden gehören unter anderem Allianz AG, BayernLB, Finanz Informatik, BMW, Audi, Daimler AG, Volkswagen AG, Münchener Rück, Hannover Rück und die Versicherungskammer Bayern.

## Niederlassungen und Landesgesellschaften
Die Unternehmensgruppe hat neben ihrem Hauptsitz in Ismaning weitere Geschäftsstellen in Deutschland, darunter Berlin, Nürnberg, Braunschweig, Chemnitz, Frankfurt, Hürth, Passau, Hamburg und Stuttgart sowie weltweit Niederlassungen u. a. in Utrecht, Basel, Zürich, Cluj, Singapur, Wien und New Jersey. Landesgesellschaften gibt es in Österreich, der Schweiz sowie in Rumänien.

## Beteiligungen
- Ende 2003 übernahm msg systems die Mehrheitsbeteiligung an der Gillardon AG und fusionierte sie 2008 zur msgGillardon AG.[7]

- msg systems ist seit 2006 an Finnova beteiligt. 2015 wurde die Beteiligung von 46 % auf 51,4 % ausgebaut.[8]

- 2009 wurde msg systems Hauptaktionär der COR&FJA AG, welche am 15. Oktober 2014 zu msg life ag umbenannt wurde.[4][9]

- Im April 2012 gab die msg-Gruppe bekannt, sich mit 50,93 % mehrheitlich an dem österreichischen Unternehmen Plaut AG zu beteiligen. Im Jahr 2020 wurde dieses als msg Plaut GmbH in die Gruppe eingegliedert.[10]

- Seit Beginn 2014 ist die DAVID Software GmbH, durch Übernahme von 75 Prozent der Anteile, Mitglied der msg-Gruppe.[11] Seit 2016 firmiert David Software als msg David GmbH,[12] seit 2024 durch Zusammenschluss mit anderen Konzerntöchtern msg for automotive GmbH[13]

- Zum 1. Januar 2015 übernahm die msg systems ag die Anteile an der BSM GmbH.[14]

- Die msg systems ag hat sich rückwirkend zum 1. Januar 2016 mehrheitlich an der Softproviding AG beteiligt.[15]

- Zum 1. Oktober 2017 wurde die msg-Gruppe um impavidi GmbH als Tochterunternehmen der msgGillardon AG erweitert.[16]

- Im Juli 2021 fusionierten die unabhängigen Töchter msgGillardon AG und BSM BankingSysteme und Managementberatung GmbH und firmieren als msg GillardonBSM AG.[17]